# Elecciones estatales de Veracruz de 2004
Las elecciones estatales de Veracruz de 2004 se llevaron a cabo el domingo 5 de septiembre de 2004, y en ellas se renovaron los siguientes cargos de elección popular en el estado mexicano de Veracruz:
- Gobernador de Veracruz. Titular del Poder Ejecutivo del estado, electo para un periodo de seis años no reelegibles en ningún caso. El candidato electo fue Fidel Herrera Beltrán.
- 211 ayuntamientos. Compuestos por un Presidente Municipal y regidores, electos para un periodo de tres años no reelegibles para el periodo inmediato.
- 50 Diputados al Congreso del Estado. 30 electos por mayoría relativa en cada uno de los Distrito Electorales y 20 por el principio de representación proporcional.

## Resultados electorales

### Gobernador
|  | 33.55 % |

|  | 34.82 % |

|  | 28.09 % |

|  | 3.5 % |

|  | .1 % |

|  | 100 % |

### Congreso
| Partido/Alianza | Partido/Alianza                             | Diputados (Mayoría Relativa) | Diputados (Mayoría Relativa) | Diputados (Representación proporcional) | Total |
| --------------- | ------------------------------------------- | ---------------------------- | ---------------------------- | --------------------------------------- | ----- |
|                 | Partido Acción Nacional                     | 14                           | 14                           | 7                                       | 21    |
|                 | Fidelidad por Veracruz (PRI, PVEM, PRV)     | 13                           | 13                           | 8                                       | 21    |
|                 | Unidos por Veracruz (PRD, PT, Convergencia) | 3                            | 3                            | 5                                       | 8     |
| Total           | Total                                       | 30                           | 30                           | 20                                      | 50    |

### Municipios
| Partido/Alianza | Partido/Alianza                             | Municipios |
| --------------- | ------------------------------------------- | ---------- |
|                 | Partido Acción Nacional                     | 88         |
|                 | Fidelidad por Veracruz (PRI, PVEM)          | 71         |
|                 | Unidos por Veracruz (PRD, PT, Convergencia) | 43         |
|                 | Partido Revolucionario Veracruzano          | 10         |

#### Municipio deXalapa
|  | 18.45 % |

|  | 46.90 % |

|  | 32.16 % |

|  | 0.09 % |

|  | 2.39 % |

|  | 100.00 % |

#### Municipio deVeracruz
|  | 42.37 % |

|  | 23.26 % |

|  | 32.60 % |

|  | 0.05 % |

|  | 1.72 % |

|  | 100.00 % |

#### Municipio deCoatzacoalcos
|  | 19.47 % |

|  | 44.66 % |

|  | 30.67 % |

|  | 1.39 % |

|  | 0.23 % |

|  | 3.58 % |

|  | 100.00 % |

#### Municipio deCórdoba
|  | 39.40 % |

|  | 40.13 % |

|  | 16.88 % |

|  | 1.60 % |

|  | 0.02 % |

|  | 1.98 % |

|  | 100.00 % |

#### Municipio dePoza Rica
|  | 36.98 % |

|  | 36 % |

|  | 24.61 % |

|  | 0.02 % |

|  | 2.39 % |

|  | 100.00 % |

#### Municipio deBoca del Río
|  | 38.81 % |

|  | 25.11 % |

|  | 34.44 % |

|  | 0.03 % |

|  | 1.62 % |

|  | 100.00 % |

#### Municipio de Ángel R. Cabada
- Arturo Herviz Reyes  Hecho

#### Municipio deTierra Blanca
- Francisco Arano Montero  Hecho

#### Municipio dePapantla
|  | 47.65 % |

|  | 31.74 % |

|  | 11.79 % |

|  | 4.61 % |

|  | 0.05 % |

|  | 4.15 % |

|  | 100.00 % |

#### Municipio deOrizaba
|  | 43.51 % |

|  | 34.27 % |

|  | 14.13 % |

|  | 5.47 % |

|  | 0.07 % |

|  | 2.55 % |

|  | 100.00 % |

#### Municipio deTuxpan
|  | 52.76 % |

|  | 34.27 % |

|  | 9.96 % |

|  | 0.05 % |

|  | 2.97 % |

|  | 100.00 % |

#### Municipio deSantiago Tuxtla
- Yazmín de los A. Copete Zapot  Hecho

#### Municipio deSan Andrés Tuxtla
|  | 15.15 % |

|  | 41.98 % |

|  | 37.16 % |

|  | 0.52 % |

|  | 0.01 % |

|  | 5.18 % |

|  | 100.00 % |

#### Municipio deAlvarado
|  | 30.16 % |

|  | 18.59 % |

|  | 13.10 % |

|  | 23.26 % |

|  | 0.03 % |

|  | 4.50 % |

|  | 100.00 % |

#### Municipio de Catemaco
- Sergio A. Cadena Martínez  Hecho